# NGC 3851
NGC 3851 ist eine elliptische Galaxie vom Hubble-Typ E3 im Sternbild Löwe an der Ekliptik. Sie ist schätzungsweise 284 Millionen Lichtjahre von der Milchstraße entfernt, hat einen Durchmesser von etwa 50.000 Lj und ist ein Mitglied des Leo-Galaxienhaufens Abell 1367.
Im selben Himmelsareal befinden sich u. a. die Galaxien NGC 3841, NGC 3842, NGC 3844, NGC 3845.
Das Objekt wurde am 24. Februar 1827 vom britischen Astronomen John Herschel entdeckt.